# أنطون خوديريف
أنطون خوديريف (بالروسية: Ходырев, Антон Алексеевич)‏ (26 يناير 1992 بليبيتسك في روسيا - ) هو لاعب كرة قدم روسي في مركز الدفاع. لعب مع سبارتاك موسكو وسيبير نوفوسيبيريسك ونادي سبارتاك موسكو 2 لكرة القدم.